# 勒卢鲁
勒卢鲁（法語：Le Louroux，法語發音：[lə luʁu]）是法国安德尔-卢瓦尔省的一个市镇，位于该省南部，属于洛什区。

## 地理
勒卢鲁（47°9'38"N, 0°47'11"E）面积28.87 平方千米，位于法国中央-卢瓦尔河谷大区安德尔-卢瓦尔省，该省份为法国中西部省份，北起萨尔特省、东北接卢瓦-谢尔省，东南接安德尔省，南至维埃纳省，西临曼恩-卢瓦尔省。
与勒卢鲁接壤的市镇（或旧市镇、城区）包括：博塞、卢昂、芒特朗、圣卡特琳-德菲耶尔布瓦、图赖讷地区圣莫尔、托克西尼-圣博。

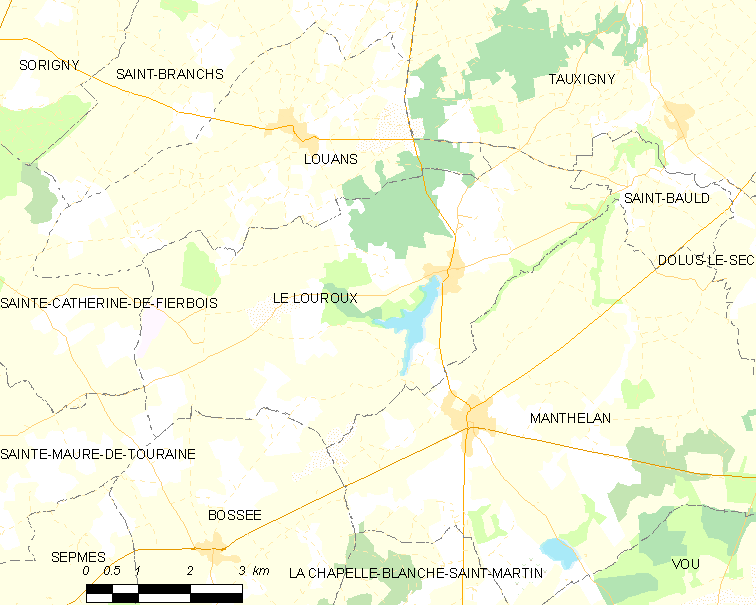
勒卢鲁的OSM定位图

勒卢鲁的时区为UTC+01:00、UTC+02:00（夏令时）。

## 行政
勒卢鲁的邮政编码为37240，INSEE市镇编码为37136。

## 政治
勒卢鲁所属的省级选区为笛卡尔县。

## 人口

1962-2008年间勒卢鲁人口变化图示

勒卢鲁于2022年1月1日时的人口数量为531人。